# Xiaodu
Xiaodu (kinesiska: 小渡) är en köping i sydvästra Kina. Den ligger i stadsdistriktet Tongnan i storstadsområdet Chongqing, omkring 80 kilometer nordväst om det centrala stadsdistriktet Yuzhong. Antalet invånare är 27 469. Befolkningen består av 13 625 kvinnor och 13 844 män. Barn under 15 år utgör 19,0 %, vuxna 15-64 år 64 %, och äldre över 65 år 15,0 %.